# Прево, Жан
Жан Прево́ (фр. Jean Prévost; 1901—1944) — французский писатель, литературовед, журналист, участник французского движения Сопротивления. Автор тридцати книг и тысячи статей.

## Биография
Родился 13 июня 1901 года в Сен-Пьер-ле-Немуре, департамент Сена и Марна, Франция. С 1907 по 1911 годы учился в начальной школе в Монтивилье, близ Руана. В 1911 году перешёл в престижный Лицей Пьера Корнеля. В 1918 году перевёлся в Лицей Генриха IV, где занимался под началом философа Эмиля Шартье, чтобы в следующем году поступить в высшую школу.
Жан проявлял выдающиеся способности к наукам. Он запоминал и систематизировал невероятное количество фактов, изучал самые разнообразные дисциплины: анатомию, физиологию, архитектуру, технику различных отраслей искусства, спорта, военного дела. Он прочёл огромное количество книг, в т. ч. О. Конта, К. Маркса, П.-Ж. Прудона. Многие современники видели в нём один из сильнейших умов своего времени.
Прево обладал и выдающейся силой характера. В книжке «Подобьём итог» он писал: «В десять лет я был ужасно толст и вплоть до четырнадцати без устали боролся против жира и насмешек. Это привило мне вкус к предельному напряжению сил, а также к духовным богатствам». Немногим суждено родиться атлетами. Тело спортсмена — это результат упорных, длительных тренировок. Прево сумел одержать победу над собой. Став атлетом, он вызывал на соревнования самых сильных в беге, в прыжках в длину и высоту. Но он понимал, что физическая сила — это лишь подспорье, которое придаёт мудрому человеку уверенности на его пути к духовному совершенству. Человек, победивший себя, не страшится других. И он не страшился, смело вступал в спор и с философами, и с учёными.
В июне 1925 года издательница Адриенна Монье начала выпускать франкоязычный литературный журнал «Серебряный корабль» (Le Navire d’Argent) и пригласила Прево быть его литературным редактором. Журнал не обделял вниманием зарубежных авторов, издавал во французском переводе произведения многих американских писателей, таких как Уолт Уитмен, Уильям Карлос Уильямс, Эдвард Эстлин Каммингс, впервые познакомил франкоязычную публику с творчеством Эрнеста Хемингуэя. А Жан Прево стал первым, кто опубликовал произведение Антуана де Сент-Экзюпери — рассказ «Авиатор» (L’Aviateur), напечатанный в 11-м выпуске журнала. После 12-го выпуска издание «Серебряного корабля» было прекращено, т. к. не окупало себя.
В 1926 году Прево женился на писательнице Марсель Оклер, которая впоследствии родила ему трёх детей — Мишеля (Michel Prévost), актрису Франсуазу Прево и писателя Алена Прево. Жизнь Жана постепенно приобрела определённые очертания. В течение двух лет он читал лекции в Кембридже. Получил стипендию Блюменталя, которая была весьма кстати для молодого литератора. Затем он совершил путешествие в Америку, расширившее его кругозор. Теперь в Прево намного яснее стал вырисовываться образ писателя. В 1928 году он вступил в один из важнейших периодов своего творчества, когда из-под его пера стали выходить философские очерки, рассказы, романы, литературная критика. Прево становится редактором журнала «Европа» (Europe), в котором публикует многочисленные статьи об Эмиле Шартье, Жорже Дюамеле, Анри де Монтерлане, Роже Мартене дю Гаре и др. В 1930 году его первый роман «Братья Букенкан» (Les Frères Bouquinquant) был номинирован на Гонкуровскую премию.
С началом Второй мировой войны Жан Прево был мобилизован, служил телефонистом в Гавре. В 1939 году он развёлся со своей первой женой и женился во второй раз — на докторе Клод Ван Бьема (Claude Van Biema). Вскоре Прево эвакуировали по морю в Касабланку, но после перемирия Жан вернулся во Францию — в Клермон и Лион. Он присоединился к подпольному Национальному комитету писателей, организованному Луи Арагоном и его женой, и участвовал в создании тайной газеты Le Étoiles. В это же время он работал над диссертацией о Стендале, за которую в 1943 году получил Большую литературную премию Французской академии, а также начал своего «Бодлера» (Baudelaire). Это никак не мешало ему принимать странных посетителей и временами исчезать в гренобльском маки́. 
Как всегда, умственный труд и физическая отвага для него были неразделимы. Он стал бойцом Сопротивления под именем Капитан Годервиль (Captain Goderville) — по названию деревни, из которой был родом его отец. В момент высадки союзников он был в Веркоре, командовал отборным отрядом. Прево-военачальник оказался ничуть не хуже Прево-писателя. Ему удалось отбить несколько атак хорошо вооружённых немецких частей. Но 1 августа 1944 года он попал в засаду в Сассенаже (департамент Изер), на дороге в Виллар-де-Ланс, и был сражён пулей. Ему было 43 года.

## Избранные сочинения
- Plaisir des Sports («Удовольствие от спорта», 1925; эссе).
- La Pensée de Paul Valéry («Мысль Поля Валери», 1926; эссе).
- La Vie de Montaigne («Жизнь Монтеня», 1926; эссе).
- La Chemin de Stendhal («Сотворение у Стендаля», 1929; эссе (в рус. перев. — «Стендаль», 1960)).
- Les Frères Bouquinquant («Братья Букенкан», 1930; роман).
- Les Épicuriens français («Французские эпикурейцы», 1931; эссе).
- Le Sel sur la plaie («Соль на ране», 1934; роман).
- Lucie-Paulette («Люси-Полетт», 1935; сборник рассказов).
- La Terre est aux hommes («Земля — для людей», 1936; эссе).
- La Chasse du matin («Утренняя охота», 1937; роман).
- Baudelaire («Бодлер», 1953; эссе)[3].

## Награды и премии
- Большая литературная премия Французской академии (1943).